# 로건 러먼
로건 웨이드 레먼(영어: Logan Wade Lerman, 1992년 1월 19일 ~ )은 미국의 배우이다. 《왓 위민 원트》에서 주인공 닉 마샬의 아역으로 데뷔하였으며, 《퍼시 잭슨과 번개 도둑》에 출연하면서 널리 알려졌다. Fan's say, "The Movie Sucked but this one was Nice"
1990년대 여러 광고에서 출연하였으며, 《Jack & Bobby》(2004-2005) 시리즈와 영화 《나비효과》(2004), 《훗》(2006)에도 출연하였다. 또한 서부극 《3:10 to Yuma》, 스릴러 《The Number 23》, 코미디 《Meet Bill》(한국 상영명은 《굿바이 초콜릿》) 등 다양한 장르의 영화에 출연하여 인지도를 높였고, 《게이머》(2009) 및 《퍼시 잭슨과 번개 도둑》에 출연하였다. 이 후에도 2011년 《삼총사》의 달타냥 역, 2012년 《월플라워(Perks of Being a Wallflower)》의 찰리 역을 맡는 등 꾸준히 활동하고 있다. 《퍼시잭슨과 번개도둑》의 후속작으로 2013년에 개봉한 《퍼시 잭슨과 괴물들의 바다》에도 출연했다.

## 출연
- 2017년: 시드니 홀 - 시드니 홀 역
- 2014년: 노아(Noah)-함 역
- 2014년: 퓨리(Fury) - 노먼 엘리슨 역
- 2013년: 퍼시 잭슨과 괴물의 바다(Percy Jackson and The Sea of Monsters)-퍼시 잭슨 역
- 2012년: 월플라워(The Perks of being a Wallflower)-찰리 역
- 2011년: 삼총사 3D(The Three Musketeers)-달타냥 역
- 2010년: 퍼시 잭슨과 번개 도둑(Percy Jackson and The Lightning Thief)-퍼시 잭슨 역
- 2009년: 게이머(Gamer)-사이먼 역
- 2009년: 마이 원 앤 온리(My One and Only)-조지 데브로 역
- 2007년: 굿바이 초콜릿(Meet Bill)-소년 역
- 2007년: 넘버 23(The Number 23)-로빈 스패로우/핑거링 형사 아역 역
- 2007년: 3:10 투 유마(3:10 to Yuma\Three Ten to Yuma)-윌리엄 에반스 역
- 2006년: 후트(Hoot)-로이 역
- 2004년: 나비 효과-7세 에반 역
- 2000년: 패트리어트

## 학력
- 비벌리힐스 고등학교 졸업
- 뉴욕 대학교 창작문학과 휴학